# What a Girl Wants (песня)
«What a Girl Wants» (с англ. — «Чего хочет девушка») — второй сингл американской певицы Кристины Агилеры из её дебютного студийного альбом Christina Aguilera (1999), выпущенный 28 ноября 1999 года. Он возглавил Billboard Hot 100 15 января 2000 года. Продержавшись на вершине 2 недели, песня стала вторым синглом номер 1 Кристины Агилеры. Сингл также стал № 3 в Великобритании и № 5 в Австралии. Песня была номинирована на MTV Video Music Awards в номинациях: Лучшее Женское Видео, Лучший Новый Артист, Лучшее Поп Видео , Лучшая Хореография, а также номинирована на Лучший Женский Вокал в Грэмми.

## Информация о песне
«What A Girl Wants» была написана Шелли Пайкен и Гаем Рочи (им же и была спродюсирована). В этой песне Агилера хотела поблагодарить человека, который поддерживал и не оставлял её в трудный момент, но в то же время она немного его стесняется и ей нужна от него «передышка» (I wanna thank you, for giving me a time to breathe, like a rock u waited so patiently…). Но этот юноша терпел её выходки, и точно знал, чего хотят и в чём нуждаются девушки. (What a girl wants, what a girl needs…). В отличие от предыдущего трека, «Genie in a Bottle», «What A Girl Wants» не имеет сексуального подтекста, это скорее песня о романтической, юношеской влюбленности.
«What A Girl Wants» стала знаковой песней для Агилеры. Но ирония заключается в том, что вторым синглом Кристины должна была стать баллада «So Emotional». Песня уже была практически готова для выхода в формате сингла, но Агилера настояла на том, чтобы вторым синглом стала «What A Girl Wants». Она считала, что «So Emotional» сильно уступала её первому синглу, и что нужно выпускать такой сингл, который смог бы собрать столько же продаж, сколько «Genie in a Bottle».
Поначалу звукозаписывающая компания не восприняла её сомнения всерьез, но Агилера продолжала настаивать на своем. И когда наконец RCA Records уступили упорству Агилеры, было объявлено, что «What A Girl Wants» станет следующим синглом. Но однако, Кристина высказала новые претензии. Она заявила, что песню нужно повторно перезаписать и зарегистрировать для формата сингла, поскольку оригинал песни был гораздо медленнее и скучнее, чем окончательный вариант для сингла. Когда Агилера сделала перезапись, то песня обрела оригинальность и подвижность. Авторы песни даже согласились немного поменять текст в куплетах. Теперь все было готово для выхода второго сингла Кристины Агилеры.
Так как новой версии песни не было на оригинальном альбоме, звукозаписывающая компания сделала переиздание дебютного альбома Кристины. Но поклонники Агилеры, уже имевшие этот альбом, не хотели покупать переиздание. И тогда было принято решение наложить на новую аранжировку «What A Girl Wants» испанский текст. Песню назвали «Una Mujer» и она вошла в испаноязычный альбом Mi Reflejo, вышедший в 2000 году.

## Трек-лист
| - UK CD single 1 1. «What a Girl Wants» (radio edit) — 3:22 2. «What a Girl Wants» (smooth mix) — 3:20 3. «Christina Aguilera medley» ("I Turn To You", "So Emotional", "Somebody's Somebody", "Genie in a Bottle", "Come On Over") snippets of album — 4:55 - UK CD single 2 1. «What a Girl Wants» (radio edit) — 3:22 2. «We’re a Miracle» — 4:09 3. «What a Girl Wants» (video enhancement) — 4:06 - UK Cassette single 1. «What a Girl Wants» (radio edit) — 3:20 2. «Christina Aguilera medley» ("I Turn To You", "So Emotional", "Somebody's Somebody", "Genie in a Bottle", "Come On Over") snippets of album — 4:55 | - Australian maxi single 1. «What a Girl Wants» (radio edit) — 3:22 2. «What a Girl Wants» (smooth mix) — 3:20 3. «Too Beautiful for Words» — 4:11 - US CD single 1. «What a Girl Wants» (radio edit) — 3:20 2. «We’re a Miracle» — 4:10 - US remix single 1. «What a Girl Wants» (Thunderpuss Fiesta club mix) — 6:16 2. «What a Girl Wants» (Thunderpuss Dirty club mix) — 6:36 3. «What a Girl Wants» (Eddie Arroyo long dance mix) — 8:10 4. «What a Girl Wants» (Eddie Arroyo tempo mix) — 4:11 |

## Чарты
| Чарт(1999—2000)                          | Высшая позиция |
| ---------------------------------------- | -------------- |
| Австралия (ARIA)                         | 5              |
| Австрия (Ö3 Austria Top 40)              | 22             |
| Бельгия/Фландрия (Ultratop 50)           | 8              |
| Бельгия/Валлония (Ultratop 50)           | 5              |
| Канада (RPM Top Singles)                 | 1              |
| Канада (RPM Adult Contemporary)          | 3              |
| Czech Republic (Rádio — Top 100)         | 22             |
| European Hot 100 Singles (Music & Media) | 8              |
| Финляндия (Suomen virallinen lista)      | 12             |
| Франция (SNEP)                           | 11             |
| Германия (GfK)                           | 18             |
| Iceland (Íslenski Listinn Topp 20)       | 15             |
| Ирландия (IRMA)                          | 7              |
| Italy (FIMI)                             | 17             |
| Нидерланды (Dutch Top 40)                | 9              |
| Нидерланды (Single Top 100)              | 14             |
| Новая Зеландия (Recorded Music NZ)       | 1              |
| Poland (30 Ton)                          | 13             |
| Шотландия (Scottish Singles Chart)       | 8              |
| Испания (PROMUSICAE)                     | 1              |
| Швеция (Sverigetopplistan)               | 24             |
| Швейцария (Schweizer Hitparade)          | 17             |
| Великобритания (UK Singles Chart)        | 3              |
| США (Billboard Hot 100)                  | 1              |
| США (Billboard Adult Top 40)             | 31             |
| 1                                        |                |
| США (Billboard Dance Club Songs)         | 18             |
| 2                                        |                |
| США (Billboard Mainstream Top 40)        | 1              |
| США (Billboard Rhythmic)                 | 1              |
| US CHR/Pop Airplay (Radio & Records)     | 1              |

| Чарт(2000)                               | Позиция |
| ---------------------------------------- | ------- |
| Australia (ARIA)                         | 74      |
| Belgium (Ultratop 50 Flanders)           | 66      |
| Belgium (Ultratop 50 Wallonia)           | 87      |
| European Hot 100 Singles (Music & Media) | 62      |
| France (SNEP)                            | 95      |
| Iceland (Íslenski Listinn Topp 40)       | 68      |
| Ireland (IRMA)                           | 92      |
| Netherlands (Dutch Top 40)               | 56      |
| Netherlands (Single Top 100)             | 98      |
| New Zealand (Recorded Music NZ)          | 32      |
| Switzerland (Schweizer Hitparade)        | 84      |
| UK Singles (OCC)                         | 88      |
| US Billboard Hot 100                     | 19      |

## Сертификации
| Регион | Сертификация | Продажи   |
| --- | ------------ | --------- |
| Австралия (ARIA) | Золотой      | 35 000^   |
| Бельгия (BEA) | Золотой      | 25 000*   |
| Новая Зеландия (RMNZ) | Золотой      | 5000*     |
| Швеция (GLF) | Золотой      | 15 000^   |
| Великобритания (BPI) | Серебряный   | 200 000   |
| США (RIAA) | Платиновый   | 1 000 000 |
| * Данные о продажах приведены только на основе сертификации. · ^ Данные о тиражах приведены только на основе сертификации. · Данные о продажах + прослушиваниях приведены только на основе сертификации. |              |           |